# Gepflogenheit
Eine Gepflogenheit ist eine zur Gewohnheit gewordene, oft unreflektierte Verhaltensweise, die durch häufige Wiederholung zur Konvention geworden ist und gepflegt wird.
Der Philosoph Ludwig Wittgenstein verwies in seinen Philosophischen Untersuchungen (§ 199) darauf, dass das Regelfolgen eine Praxis ist, die auf Gepflogenheiten beruht.